# Stefan Rogentin
Stefan Rogentin (* 16. Mai 1994 in Lenzerheide) ist ein Schweizer Skirennfahrer. Er gehört der Nationalmannschaft von Swiss-Ski an und ist vor allem in den Disziplinen Abfahrt, Super-G und Kombination erfolgreich. 

## Biografie
Rogentin stammt aus Lenzerheide im Kanton Graubünden. Das Skifahren erlernte er im Alter von zweieinhalb Jahren. Als 15-Jähriger begann er im Dezember 2009 an FIS-Rennen teilzunehmen. Der erste Sieg auf dieser Stufe gelang ihm im Januar 2012 bei einer Abfahrt in Caspoggio, ansonsten waren Erfolge in den ersten Jahren selten. Verletzungsbedingt musste er die gesamte Saison 2014/15 pausieren. Seinen ersten Einsatz im Europacup hatte Rogentin im Januar 2015. Im Verlaufe des Winters 2015/16 konnte er sich im Europacup mit mehreren Top-10-Platzierungen etablieren, und am 5. Februar 2016 fuhr er im Sarntal mit dem dritten Platz im Super-G erstmals aufs Podest.
Sein Debüt im Weltcup hatte Rogentin am 4. Dezember 2016 im Riesenslalom von Val-d’Isère, wo er sich auf Platz 48 klassierte. Im Europacup der Saison 2016/17 erzielte er fünf Podestplätze. Er entschied die Kombinationswertung für sich und belegte in der Gesamtwertung den zweiten Platz. Am 16. März 2018 gelang ihm im Super-G von Soldeu der erste Europacupsieg. Auch in der Saison 2018/19 war er Zweitplatzierter der Europacup-Gesamtwertung, ebenso in der Super-G-Wertung. In der Saison 2020/21 erreichte er bei den Weltcuprennen in Saalbach-Hinterglemm sowohl in der Abfahrt (13.) als auch im Super-G (17.) seine bisherigen Karrierebestresultate. Nur eine Woche später gewann er am selben Ort den letzten Super-G der Europacupsaison und sicherte sich damit den Gesamtsieg in der Disziplinenwertung Super-G.
In der Saison 2021/22 konnte Rogentin an die guten Leistungen des Vorwinters anknüpfen. Am 17. Dezember 2021 verbesserte er mit dem fünften Rang im Super-G von Gröden sein bisher bestes Resultat im Weltcup deutlich und bestätigte dieses Ergebnis in Bormio umgehend mit dem siebten Rang. Am 13. Januar 2023 erreichte er mit dem zweiten Rang im Super-G von Wengen seinen ersten Podestplatz im Weltcup. Der erste Weltcupsieg folgte am 22. März 2024 im Super-G beim Weltcupfinale in Saalbach-Hinterglemm.
Bei den Weltmeisterschaften 2025 in Saalbach gewann Rogentin gemeinsam mit Marc Rochat die Bronzemedaille in der erstmals ausgetragenen Team-Kombination. Am 7. März 2025 in Kvitfjell folgte der erste Podestplatz in einer Abfahrt im Weltcup, dem er am folgenden Tag gleichenorts einen zweiten folgen liess.

## Erfolge

### Olympische Winterspiele
- Peking 2022: 14. Super-G, 25. Abfahrt

### Weltmeisterschaft
- Courchevel/Méribel 2023: 19. Super-G
- Saalbach 2025: 3. Team-Kombination, 9. Super-G, 12. Abfahrt

### Weltcup
- 6 Podestplätze, davon 1 Sieg:

| Datum         | Ort                  | Land       | Disziplin |
| ------------- | -------------------- | ---------- | --------- |
| 22. März 2024 | Saalbach-Hinterglemm | Österreich | Super-G   |

### Weltcupwertungen
| Saison  | Gesamt | Gesamt | Abfahrt | Abfahrt | Super-G | Super-G | Kombination | Kombination |
| Saison  | Platz  | Punkte | Platz   | Punkte  | Platz   | Punkte  | Platz       | Punkte      |
| ------- | ------ | ------ | ------- | ------- | ------- | ------- | ----------- | ----------- |
| 2017/18 | 148.   | 7      | -       | -       | -       | -       | 34.         | 7           |
| 2018/19 | 107.   | 33     | -       | -       | 45.     | 12      | 23.         | 21          |
| 2019/20 | 88.    | 68     | -       | -       | 27.     | 38      | 22.         | 30          |
| 2020/21 | 82.    | 72     | 33.     | 33      | 34.     | 39      | –           | –           |
| 2021/22 | 29.    | 265    | 25.     | 92      | 7.      | 173     | –           | –           |
| 2022/23 | 22.    | 310    | 19.     | 130     | 6.      | 180     | –           | –           |
| 2023/24 | 18.    | 348    | 16.     | 104     | 4.      | 244     | –           | –           |
| 2024/25 | 10.    | 555    | 8.      | 234     | 2.      | 321     | –           | –           |

### Europacup
- Saison 2015/16: 8. Abfahrtswertung, 10. Kombinationswertung
- Saison 2016/17: 2. Gesamtwertung, 1. Kombinationswertung, 4. Abfahrtswertung, 6. Super-G-Wertung
- Saison 2017/18: 3. Super-G-Wertung, 9. Kombinationswertung
- Saison 2018/19: 2. Gesamtwertung, 2. Super-G-Wertung, 4. Kombinationswertung, 10. Abfahrtswertung
- Saison 2020/21: 5. Gesamtwertung, 1. Super-G-Wertung
- 16 Podestplätze, davon 4 Siege:

| Datum             | Ort                  | Land       | Disziplin |
| ----------------- | -------------------- | ---------- | --------- |
| 16. März 2018     | Soldeu               | Andorra    | Super-G   |
| 12. Dezember 2018 | St. Moritz           | Schweiz    | Super-G   |
| 11. Januar 2020   | Wengen               | Schweiz    | Abfahrt   |
| 13. März 2021     | Saalbach-Hinterglemm | Österreich | Super-G   |

### Weitere Erfolge
- 5 Siege bei FIS-Rennen